# 康之淵
康之淵（：／，？—？），是高麗中期的文臣。歷任扈從功臣、門下侍中、信城府院君。韩国大概4万信川康氏推崇康之淵为中始祖。

## 家庭
- 14代先祖：康虎景（他是高麗太祖王建的7代先祖）
- 6代子孫：康允成（高麗判三司事、象山府院君）
- 7代子孫：神德王后（朝鲜王朝太祖正妃）

## 世系
周武王同母弟康叔次子康侯第67代子孫康虎景（他是高麗太祖王建的7代先祖）14代子孫、康允成（他是朝鲜王朝太祖正妃神德王后之父）为康之淵第6代子孫。

## 脚注
1. 1 2  世界日報 2013
2. ↑  韓国民族文化大百科事典
3. ↑  성씨검색 강（康）-뿌리를 찾아서